# Казаринов, Григорий Александрович
Григо́рий Алекса́ндрович Каза́ринов (5 августа 1907, Коряково, Царевококшайский уезд, Казанская губерния, Российская империя — 9 января 1994, Йошкар-Ола, Марий Эл, Россия) — советский партийный и административный деятель. Секретарь, заместитель Председателя Президиума Верховного Совета Марийской АССР (1940—1942, 1944—1947). Член ВКП(б) с 1932 года.

## Биография
Родился 5 августа 1907 года в дер. Коряково (ныне — Йошкар-Ола Марий Эл) в бедной крестьянской семье. 
В 1923 году окончил профессионально-техническую школу в Краснококшайске. В 1932 году принят в ВКП(б), в 1934 году окончил Марийскую высшую коммунистическую сельскохозяйственную школу. С 1936 года — пропагандист, с 1937 года — третий секретарь Мари-Турекского райкома ВКП(б) Марийской АССР.
С 1938 года — управляющий делами Совнаркома МарАССР, в 1940—1942 годах — секретарь Президиума Верховного Совета МарАССР. С 1942 года — второй секретарь Новоторъяльского, с 1943 года — Еласовского райкомов ВКП(б) МарАССР. В 1945—1951 годах — заведующий сектором информации, заместитель заведующего организационно-инструкторским отделом и отделом партийных, профсоюзных и комсомольских органов Марийского обкома ВКП(б). 
В 1953 году окончил Высшую партийную школу при ЦК КПСС. В 1951—1962 годах — старший уполномоченный отделения четвёртого отдела, заместитель начальника четвёртого отдела Министерства внутренних дел МарАССР, начальник отдела кадров, помощник председателя, секретарь парторганизации КГБ при Совете Министров МарАССР.
В 1938—1947 годах избирался депутатом Верховного Совета Марийской АССР I созыва, в 1944—1947 годах — заместитель Председателя Президиума Верховного Совета Марийской АССР.
В январе 1962 года вышел на заслуженный отдых.
Награждён орденом «Знак Почёта», медалями, в том числе медалью «За трудовую доблесть», и почётными грамотами Президиума Верховного Совета Марийской АССР (дважды).
Ушёл из жизни 9 января 1994 года в Йошкар-Оле, похоронен там же. 

## Награды
- Орден «Знак Почёта» (1951)[2][3]
- Медаль «За доблестный труд в Великой Отечественной войне 1941—1945 гг.»[3]
- Медаль «За трудовую доблесть»[3]
- Медаль «За доблестный труд. В ознаменование 100-летия со дня рождения Владимира Ильича Ленина»[3]
- Почётная грамота Президиума Верховного Совета Марийской АССР (1946, 1957)[2][3]